# Mississippi (Lied)
Mississippi ist das erste und erfolgreichste Lied der niederländischen Country-Pop-Gruppe Pussycat und wurde im Jahr 1975 veröffentlicht.
Pussycat war eine junge Formation aus dem niederländischen Brunssum, bestehend aus den drei Schwestern Betty, Marianne und Toni Veldpaus, wobei Toni (heute als Solokünstlerin Toni Willé bekannt) die Leadsängerin war. Begleitet wurden die Sängerinnen von Loulou Willé (Gitarre), Theo Wetzels (Bassgitarre), John Theunissen (Gitarre), Henk Hochstenbach, Hans Lutjens (bis 1973) und Theo Coumans (ab 1973). Geschrieben wurde das Lied von Werner Theunissen, produziert von Eddy Hilberts. Mit Mississippi erreichten sie als erste holländische Künstler den ersten Platz in den britischen Charts.

## Entstehungsgeschichte
Der Gitarrist, Gitarrenlehrer und Songschreiber Werner Theunissen schrieb Mississippi schon im Jahr 1969, inspiriert von dem Lied Massachusetts der zu dieser Zeit sehr erfolgreichen australischen Gruppe Bee Gees. Da es ein schwermütiges Lied war, das von der Trauer einer langsam verschwindenden, dem modernen Rock ’n’ Roll weichenden, Country-Musik handelt, musste er warten, bis er die idealen Interpreten hierfür hatte.
Er hatte mit seiner 1973 gegründeten Formation Sweet Reaction das musikalische Fundament gelegt, um diesem Song, wenn auch einige Jahre nach Bandgründung, doch noch zur Geltung zu verhelfen. Gerade der Close-Harmony-Gesang der drei Schwestern Veldpaus, die vor der Gründung von Sweet Reaction noch unter dem Namen The BG'S (Beat Girls) from Holland auftraten, schienen ideal zu sein, dem Lied den nötigen Ausdruck zu verleihen. So also sandte Werner Theunissen dieses und zwei weitere Songs an die zu dieser Zeit größte Plattenfirma in den Niederlanden, die EMI Bovema in Heemstede. Dort hörte man die Musikstücke und entschied sich sogleich, einen Vertrag mit der Band zu machen. Eddy Hilberts wurde der Produzent und die Band änderte ihren Namen in Pussycat. Hilberts, der auch den Song Guitar King von Hank the Knife and the Jets produzierte, gab dem Song die Country-Note.
Die Aufnahmen erfolgten im Februar 1975 in den EMI Bovema Studios in Heemstede. Die Plattenfirma nahm noch Rücksicht auf die Feierlichkeiten des Brunssumer Karnevals, der geeignet war, den Stimmen der jungen Frauen zuzusetzen, und verschob die Aufnahme auf einen Termin nach den Festivitäten. Im April 1975 kam Mississippi heraus (EMI 1C 006-25 312). Die B-Seite hatte den Titel Do it, der zusammen mit Mississippi auf dem 1976er Debütalbum First of All erschien.

## Der Erfolg
Nach der Veröffentlichung passierte längere Zeit nichts. Dann spielte Meta de Vries, eine bekannte Radiomoderatorin des öffentlich-rechtlichen Senders Hilversum 3, die früh das Hitpotential von Mississippi erkannte, das Lied in ihrer Sendung. Sie vermutete zunächst, Pussycat sei eine englische Band. Viele Hörer riefen im Studio an und wollten wissen, wie das Lied heißt und wer es singt. Aber auch Kollegen innerhalb des Senders erkundigten sich. Der spätere Fernsehmoderator Hans Van Willigenburg brachte den Song ebenfalls in seinen Radiosendungen. So spielte er während einer Ausstrahlung im November 1975 unter anderem drei Lieder, und seine Zuhörerschaft konnte abstimmen, welche der drei Liedinterpreten dann ins Studio eingeladen werden sollten. Die Zuhörer entschieden sich für Pussycat. Noch in derselben Woche kletterte der Song in die Top 40. Einige Tage später sangen Pussycat in der Musiksendung Toppop, und in der darauffolgenden Woche später kletterte Mississippi auf Platz 1.
Das Lied wurde auch am 18. November 1975 in der abendlichen Quizshow Herkent U Deze Tijd („Erinnern Sie sich an diese Zeit?“) mit Kick Stokhuyzen auf NCRV live gespielt: Als im Verlauf der Sendung nach dem amerikanischen Fluss Mississippi gefragt wurde, sollte Pussycat dazu ihr Lied spielen.
Obwohl Toni und Marianne noch als Bürokräfte bei der Heerlener Firma DSM arbeiteten, waren sie schon nicht mehr in der Lage, ihrem Beruf nachzugehen, als ihr Lied auch großen Erfolg im benachbarten Deutschland hatte (ebenfalls Platz 1 der Charts zwei Wochen hintereinander, 32 Wochen insgesamt vertreten).

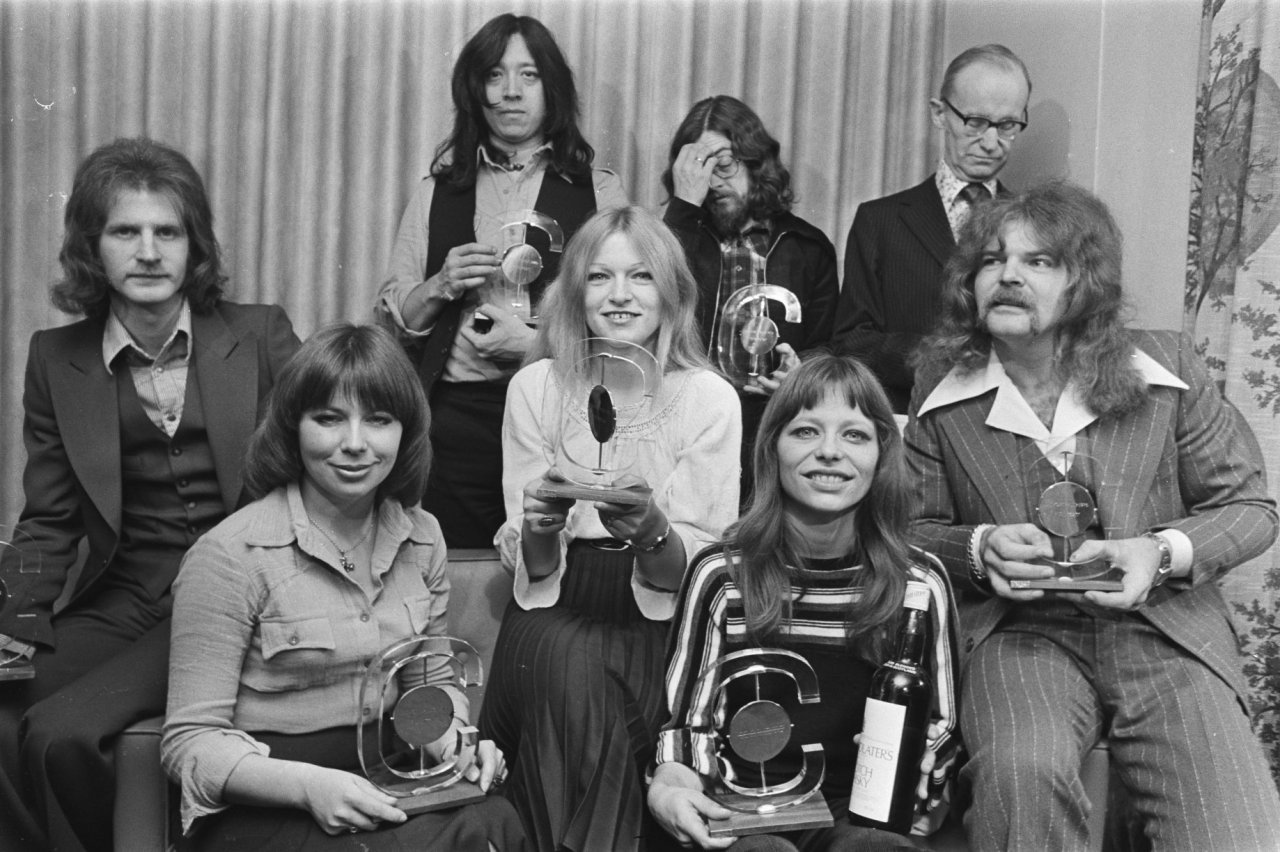
Entgegennahme des Conamus Awards dafür, als erste niederländische Band Platz 1 der britischen Charts erreicht zu haben (1977)

Im Jahr 1977 erhielt das Lied die Goldene Schallplatte. Dabei war zunächst nicht vorgesehen, das Lied in Deutschland oder Großbritannien zu vermarkten, da ein solch großes Interesse an dem Lied nicht abzusehen war. Nach dem großen Erfolg in den Niederlanden und Deutschland wurde das Lied jedoch bei der kleinen schwedischen Plattenfirma Sonet Records in London verlegt (SON 2077) und im Herbst 1976 war Mississippi vier Wochen lang auf Platz 1 der englischen Charts. Hierfür erhielten sie den ‚Conamus Award‘ (Buma Export Award) von der Conamus Foundation. Dieser Preis wurde ihnen dafür verliehen, als erste niederländische Band die Spitzenposition der britischen Musikcharts erreicht zu haben. Überreicht wurde er vom britischen Botschafter in den Niederlanden, Sir John Barnes, am 5. Januar 1977.
Weitere Spitzenpositionen in den Charts weiterer Länder folgten, so in Österreich, Schweiz, Norwegen und Brasilien. Selbst in Australien erreichte der Hit Platz 1 (August 1976). Allein in Brasilien und Israel stand es 129 Wochen in den Charts. Geschätzt über fünf Millionen Mal wurde die Single weltweit verkauft (Stand 2005). In den USA war dieser Song allerdings lediglich in der Interpretation durch die amerikanische Sängerin Barbara Fairchild erfolgreich.

## Kommerzieller Erfolg

### Chartplatzierungen
| ChartsChartplatzierungen     | Höchstplatzierung | Wochen |
| ---------------------------- | ----------------- | ------ |
| Deutschland (GfK)            | 1 (32 Wo.)        | 32     |
| Niederlande (Media Markt)    | 1 (13 Wo.)        | 13     |
| Österreich (Ö3)              | 4 (32 Wo.)        | 32     |
| Schweiz (IFPI)               | 1 (21 Wo.)        | 21     |
| Vereinigtes Königreich (OCC) | 1 (21 Wo.)        | 21     |

| ChartsJahrescharts (1975) | Platzierung |
| ------------------------- | ----------- |
| Niederlande (Media Markt) | 90          |

| ChartsJahrescharts (1976) | Platzierung |
| ------------------------- | ----------- |
| Deutschland (GfK)         | 2           |
| Niederlande (Media Markt) | 55          |
| Österreich (Ö3)           | 3           |
| Schweiz (IFPI)            | 5           |

### Auszeichnungen für Musikverkäufe
| Land/Region                  | Auszeichnungen für Musikverkäufe (Land/Region, Auszeichnung, Verkäufe) | Verkäufe |
| ---------------------------- | ---------------------------------------------------------------------- | -------- |
| Deutschland (BVMI)           | Gold                                                                   | 250.000  |
| Vereinigtes Königreich (BPI) | Gold                                                                   | 500.000  |
| Insgesamt                    | 2× Gold ·                                                              | 750.000  |

## Coverversionen
Pussycat selbst brachte 1976 Mississippi in deutscher Sprache – allerdings mit inhaltlich stark verändertem Text – heraus.
Das Lied wurde von verschiedenen Interpreten in verschiedenen Sprachen nachgesungen. So coverten es noch im selben Jahr erfolgreich Barbara Fairchild in den USA und in Deutschland die Schlagersängerin Rebekka. 1991 nahm die Kanadierin Lucille Starr das Lied auf.
Weitere Versionen waren Te Necesito des kolumbianischen Sängers Fernando Calle. Eine beachtenswerte Version unter dem gleichen Titel wurde im April 1976 von der schwedischen Dansband-Formation Vikingarna in schwedischer Sprache aufgenommen (Text: Margot Borgström) und erschien auf dem Album Kramgoa Låtar 3. Eine tschechische Version gab es ein Jahr später von Petra Černocká.
Der holländische Schlagersänger Dennis Jones nahm 2007 eine Reggaeversion des Liedes in niederländischer Sprache auf. Als Backgroundsängerinnen konnte er die drei Sängerinnen der 1985 auseinandergegangenen Gruppe Pussycat gewinnen, die somit ihr eigenes Erfolgslied erstmals in ihrer Muttersprache sangen.